# Stade Mosaic
Cet article concerne le stade inauguré en 2017. Pour l'ancien stade fermé en 2016, voir Stade Mosaic (Taylor Field).
Le stade Mosaic, ou Mosaic Stadium, est un stade de football canadien situé dans la ville de Regina en Saskatchewan. La capacité du stade est de 33 350 spectateurs, mais elle peut être augmentée jusqu'à 40 000. Il remplace l'ancien stade Mosaic.
Il est actuellement le domicile des Roughriders de la Saskatchewan, une équipe de football canadien professionnel qui évolue dans la Ligue canadienne de football, du Thunder de Regina, une équipe de football canadien amateur qui évolue dans la Ligue canadienne de football junior, et des Rams de Regina, une équipe universitaire de football canadien qui évolue en U Sports.

## Histoire
Le 12 juillet 2012, le premier ministre de la Saskatchewan Brad Wall et le maire de Regina Pat Fiacco annoncent une entente concernant la construction d'un nouveau stade pour accueillir les Roughriders de la Saskatchewan, en remplacement de l'ancien stade Mosaic. Les premiers travaux ont débuté en avril 2014, et le chantier a été officiellement inauguré le 16 juin suivant. Le nouveau stade devait être complété en août 2016, et les Roughriders devaient prendre possession des lieux pour le début de la saison 2017. L'installation du FieldTurf, de type Revolution 360, sur le terrain a débuté en juillet 2016; c'est le premier stade de la LCF à posséder ce type de FieldTurf. Le 31 août 2016, les responsables ont déclaré le stade « pratiquement complété », alors que les dernières finitions étaient en cours.
Le 22 mai 2014 est signé un nouveau contrat de dénomination avec la société The Mosaic Company. Le stade prend le nom de Mosaic Stadium pour une période de 20 ans. 
La surface de jeu du stade Mosaic se trouve sous le niveau du sol. Soixante-cinq pour cent des sièges se trouvent également sous le niveau du sol. La capacité du stade est de 33 000 spectateurs, mais elle peut être augmentée jusqu'à 40 000. 
Le premier événement sportif au stade Mosaic a été un match de football canadien universitaire entre les Rams de l'université de Regina et les Huskies de l'université de la Saskatchewan le 1er octobre 2016. Le premier concert rock présenté au stade a été celui de Bryan Adams, avec en première partie Our Lady Peace et Johnny Reid, le 27 mai 2017.

## Évènements au stade

### Rencontre de football
Le 9 mai 2017, il est annoncé que Valence CF, club de Liga, et le Cosmos de New York, de la NASL, disputent un match amical dans ce nouveau stade, le 22 juillet 2017. Le Cosmos remporte la rencontre sur le score de 2-0.

### Concerts
| Date         | Tête d'affiche | Titre tournée / Concert      | Première partie / Invité     | Affluence |
| ------------ | -------------- | ---------------------------- | ---------------------------- | --------- |
| 27 mai 2017  | Bryan Adams    | Regina Rocks Mosaic Stadium  | Our Lady Peace / Johnny Reid |           |
| 27 août 2017 | Guns N' Roses  | Not in This Lifetime... Tour | Our Lady Peace               | 34 434    |

### Rencontre de hockey sur glace
Le 26 octobre 2019, les Flames de Calgary et les Jets de Winnipeg, deux équipes de la Ligue nationale de hockey (LNH), disputent l'édition 2019 de la Classique héritage, l'un des rendez-vous réguliers en plein air de la LNH.